# Stanisław Kubczak
Stanisław Ryszard Kubczak (ur. 2 kwietnia 1938 w Inowrocławiu, zm. 16 maja 2011) – polski agronom, działacz partyjny i państwowy, wojewoda bydgoski (1984–1990).

## Życiorys
Ukończył studia na Wydziale Prawa i Administracji Uniwersytetu Mikołaja Kopernika oraz rolnicze w Akademii Techniczno-Rolniczej w Bydgoszczy w 1978. W 1985 uzyskał doktorat z dziedziny nauk rolnych.
W latach 60. i 70. pracował jako agronom. W okresie 1971–1977 był naczelnikiem gmin Gniewkowo i Rojewo. Był wieloletnim pracownikiem aparatu ZSL na Kujawach i Pomorzu, od 1981 kierował Wojewódzkim Komitetem. W 1984 uzyskał nominację rządu na wojewodę bydgoskiego, pełniąc urząd do 1990.
Odznaczony Krzyżem Kawalerskim Orderu Odrodzenia Polski, Srebrnym i Brązowym Krzyżem Zasługi, a także Medalem 40-Lecia Bułgarskiej Republiki Ludowej.